# Aubigny-sur-Nère
Aubigny-sur-Nère je francouzská obec v departementu Cher v regionu Centre-Val de Loire. V roce 2010 zde žilo 5 769 obyvatel. Je centrem kantonu Aubigny-sur-Nère.

## Vývoj počtu obyvatel
Počet obyvatel